# Petr Burda
Petr Burda (* 4. července 1978 Pardubice) je český basketbalista. Je vysoký 197 cm.
V české basketbalové lize hrál za klub Sparta Praha (1996/97 a 2000-2003, 4 sezóny), získal čtvrté, páté, sedmé a deváté místo a zaznamenal 806 bodů. V NCAA byl hráčem University at Albany (State University of New York) v univerzitní soutěži NCAA. V letech 2004-2006 hrál v 1.lize basketbalu za Sokol Vyšehrad.
S týmem Sparta Praha se zúčastnil jednoho ročníku FIBA Poháru Korač v sezóně 2001/02, zaznamenal celkem 23 bodů ve 2 zápasech FIBA evropských pohárů klubů.   
Po skončení hráčské kariéry se věnuje podnikatelské činnosti.

## Hráčská kariéra

### Kluby
- 1994-1996 Northfield Mt.Hermon Prep (Massachusetts)
- 1996/1997 Sparta Praha - 9. místo (1997)
- 1997-2001 člen týmu Albany, univerzitní soutěž NCAA basketball
- 2001-2003 Sparta Praha - 4. místo (2002), 5. místo (2001), 7. místo (2003)
  - Česká basketbalová liga (1996-1997, 2000-2003, 806 bodů)
- 2004-2006 Sokol Vyšehrad - 1. liga

### FIBA Evropské basketbalové poháry klubů
- Sparta Praha
- FIBA Poháru Korač
  - 2001/02 vyřazení Pivovarna Laško, Slovinsko (86-111, 65-102).
- Petr Burda celkem 23 bodů ve 2 zápasech FIBA evropských pohárů klubů